# 后豐大橋
24°16′57.45″N 120°43′21.62″E / 24.2826250°N 120.7226722°E
后豐大橋，位於台灣台中市境內的大甲溪下游區域，是聯絡豐原區與后里區之間的重要橋樑。是台13線（三豐路）上的橋樑，同時附近也連接國道四號的后豐交流道。
2008年9月14日本橋斷裂無法通行。於2008年10月27日搭建便橋，南北向共四線道。2010年6月29日新橋落成並通車，設有南下六車道及北上四車道，詳見後述。

## 基本資料
- 橋樑總長：640公尺。
- 舊橋通車：1989年。
- 舊橋拓寬：1998年。
- 舊橋損毀：2008年9月14日。
- 新橋通車：2010年6月29日。
- 地點：豐原－后里（橫跨大甲溪）。
- 車道數：
  - 舊橋拓寬前：雙向共四車道
  - 舊橋拓寬後：雙向共八車道
  - 新橋：北上四車道；南下六車道

## 斷落事件
2008年秋季，因辛樂克颱風所下的暴雨促使河水暴漲，台13線后豐大橋橋墩因而被沖斷
為快速恢復后里及豐原兩地交通，公路總局規劃的后豐溪底便道於2008年10月26日開放通車，后豐溪底便橋則於2008年12月29日完工。

### 危機預兆
2008年7月，卡玫基颱風及鳳凰颱風相繼過境台灣，帶來強勁豪雨，使得大甲溪洪水極速暴漲，后豐大橋不堪沖擊下，橋墩出現了裸露之情形，台中縣長黃仲生關心后豐大橋的安全性下與工務處代理處長張利國一同前往察看，當場要求公路總局必要採取緊急措施，其中包括放置消波塊……等防範措施。公路總局則表示，后豐大橋行水區的橋墩預計年底時計畫重建。不過後因鋼筋價格飛漲，致使遲遲無建商投標，延誤整修時程。
在卡玫基颱風過後，因為洪水實在太大，橋墩即出現了裸露的情形，過後又有鳳凰颱風侵襲，第三橋橋墩裸露的情形更是嚴重。

### 事發過程
2008年9月14日，強烈颱風辛樂克在中台灣降下超大豪雨，大甲溪溪水迅速暴漲，水位接近警戒線位置，而2006年曾被公路總局列為危橋的后豐大橋，於晚上七點時先封閉往豐原的路段，但是往后里方向的路段未及時封閉，之後不幸前往后里方向的橋墩突然傾斜，約有40公尺長，13.5公尺寬的路面坍塌，轎車、計程車和休旅車3台分別先後隨斷橋掉入湍急的溪中。而大概在晚間九點多，往豐原之路面也部分呈塌陷狀態。

造成此次斷橋事件的原因，據調查是以河床落差與自來水水管埋設產生的落差約四、五米水躍為可能性居高，從后豐斷橋距上游不遠處可見得大甲溪溪水以水躍不斷地向橋樑拍打、沖刷，因此使橋墩的基樁裸露。
截至2008年9月20日為止為2死、4失蹤。此事件官方稱之后豐大橋斷落事件。

### 斷橋意外傷亡名單
| 轎車   | 雷毓琦（罹難）                   |
| 計程車 | 張明輝、陳鎮河、李楊麗珠（罹難） |
| 休旅車 | 沈承輝（罹難）、陳羿涵（失蹤）   |

### 便道
臺中縣為了盡快恢復后里以及豐原兩地交通，公路總局臺中工務段於是就計畫興建了后豐溪底便道，沿大甲溪河床興建，於2008年10月26日開放通車。
另一座后豐溪底便橋則在2008年12月29日完工，同時亦關閉溪底便道。但此便橋寬度只有舊橋的一半而已。

### 新橋
交通部應台中縣政府要求，及為儘速疏導后里、豐原兩地密集車流，發包給德昌營造於2008年10月21日開始興建新后豐大橋。
2009年6月27日，新后豐大橋率先開放東側橋面的南北各兩車道通車。便橋之南下車道仍提供小型車、機車通行，颱風期間便橋則全面封閉
。
2010年6月29日，新后豐大橋全面通車。新橋設有南下六車道及北上四車道，橋寬亦由原本的31公尺增至41公尺。

### 車流量
由於台13線后豐大橋是必通往中科后里基地的主要橋梁、亦是豐原區到后里區之間進出主要道路三豐路，還有相銜接國道四號的后豐交流道，車流量往來非常大，尤其是上下班時段。

## 外部連結
- 三豐路后里段上下班真的很塞！（页面存档备份，存于）
- 台中縣議員車淑娟力爭后豐大橋第二替代道路（页面存档备份，存于）